# Katarzyna Wolejnio
Katarzyna Wolejnio (Warschau, 19 mei 1973) is een Poolse actrice die voornamelijk werkzaam is in Hollywood.